# Deroplia setipennis
Deroplia setipennis là một loài bọ cánh cứng trong họ Cerambycidae.